# Shall We Dance?
Shall We Dance? är en amerikansk romantisk komedi-dramafilm från 2004.

## Handling
John Clark har en underbar familj och ett välavlönat jobb. Men han tycker ändå att något fattas. Varje kväll ser han hur en ung kvinna (Jennifer Lopez) tittar ut genom fönstret till en dansskola. En dag kan John inte låta bli att gå in i dansskolan. Där upptäcker han att dans är riktigt trevligt. Även en vän från jobbet dansar också, men det måste hållas hemligt.

## Om filmen
Nyinspelning av den japanska filmen Shall We ダンス? (Dansu wo Shimashou ka?) från 1996.

## Rollista (i urval)
- Richard Gere - John Clark
- Jennifer Lopez - Paulina
- Susan Sarandon - Beverly Clark
- Stanley Tucci - Link Peterson
- Bobby Cannavale - Chic
- Lisa Ann Walter - Bobbie
- Omar Benson Miller - Vern